# Радваниці (Вроцлавський повіт)
Радваниці (пол. Radwanice, нім. Radwanitz) — село в Польщі, у гміні Сехниці Вроцлавського повіту Нижньосілезького воєводства.
Населення — 2698 осіб (2011).
У 1975-1998 роках село належало до Вроцлавського воєводства.

## Демографія
Демографічна структура станом на 31 березня 2011 року:
|          | Загалом | Допрацездатний вік | Працездатний вік | Постпрацездатний вік |
| -------- | ------- | ------------------ | ---------------- | -------------------- |
| Чоловіки | 1312    | 245                | 937              | 130                  |
| Жінки    | 1386    | 232                | 871              | 283                  |
| Разом    | 2698    | 477                | 1808             | 413                  |